# Sieluń (gmina)
Sieluń (od 1992 Młynarze) – dawna gmina wiejska istniejąca do 1954 roku w woj. warszawskim (dzisiejsze woj. mazowieckie). Nazwa gminy pochodzi od wsi Sieluń, lecz siedzibą władz gminy były Młynarze.
Za Królestwa Polskiego gmina Sieluń należała do powiatu makowskiego (od 1867) w guberni łomżyńskiej. 19 maja?/31 maja 1870 do gminy przyłączono pozbawiony praw miejskich Różan, a także młyn Ołda i wójtostwo Różan z gminy Perzanowo. Różan odłączono ponownie (jako miasto) 7 lutego 1919.
W okresie międzywojennym gmina Sieluń należała do powiatu makowskiego w woj. warszawskim. Po wojnie gmina zachowała przynależność administracyjną. 1 lipca 1952 roku gmina składała się z 27 gromad.
Jednostka została zniesiona 29 września 1954 roku wraz z reformą wprowadzającą gromady w miejsce gmin. Po reaktywowaniu gmin 1 stycznia 1973 roku gminy Sieluń nie przywrócono, a jej dawny obszar wszedł w skład gminy Różan. Dopiero 1 stycznia 1992 roku utworzono terytorialny odpowiednik gminy Sieluń, gminę Młynarze.